# سوماترا (فلوریدا)
سوماترا (به انگلیسی: Sumatra) یک منطقهٔ مسکونی در ایالات متحده آمریکا است که در فلوریدا واقع شده‌است. سوماترا ۱۴۸ نفر جمعیت دارد و ۷٫۹۲ متر بالاتر از سطح دریا واقع شده‌است.